# Agylla argentea
Agylla argentea är en fjärilsart som beskrevs av Walker 1863. Agylla argentea ingår i släktet Agylla och familjen björnspinnare. Inga underarter finns listade i Catalogue of Life.